# Кот Леопольд во сне и наяву
«Кот Леопольд во сне и наяву» — девятый мультипликационный фильм из серии «Приключения кота Леопольда» про доброго кота, которого в многочисленных ситуациях донимают двое хулиганов — мышей.

## Сюжет

### Предыстория
Кот Леопольд отдыхает на речке. Сначала он загорает в лодке, а затем решает искупаться, но внезапно в реке появляется акула. Кот пугается, быстро садится в лодку и плывёт к берегу, а акула следует за ним. Кот наплывает по дороге на камень, отрывает от лодки сиденье, и выплывает на берег. Когда кот наконец тормозит, достигнув берега, оказывается, что акула, преследовавшая его не настоящая, а ростовая (в половинном размере), и ей управляют мышата в ластах и масках с трубками для подводного плавания, решившие в очередной раз поиздеваться над Леопольдом. Кот хватает весло и сердито стучит по земле, призывая мышей к себе, но те убегают обратно под воду, оставив «акулу» на берегу, и натыкаются на камень. Сначала всплывают ласты, а затем консервная банка с надписью «Завтрак туриста». Оттуда вылезают рассерженные мышата и призывают кота.

### Основной сюжет
Отдыхая на берегу и лёжа в шезлонге, кот Леопольд читает книгу о Робинзоне Крузо. Но очень скоро кот засыпает, и ему снится очень странный сон...
Набежавшая волна надевает на ноги кота тапочки (до сна и в предыстории он был без них), кот просыпается и замечает, что оказался на маленьком островке посреди океана. На острове растёт лишь одна пальма, а под рукой у кота лежит сковородка. Леопольду неудобно и скучно, он садится на берег в надежде дождаться хоть кого-нибудь, чтобы выбраться с острова. Сначала он видит на горизонте дым и начинает прыгать, крича и размахивая руками, чтобы привлечь к себе внимание, но источником дыма оказывается проплывавший мимо острова стол с кипящим чайником и чашкой на нём. Затем кот видит что-то высовывающееся из воды, что кажется ему трубой перископа подводной лодки и снова принимается кричать о помощи, но внезапно из воды выходит огромный слон, проходит по островку, чуть не утопив его вместе с Леопольдом, и снова скрывается в воде. Кот снова печально садится на берег.
Вскоре Леопольд замечает вдали парусный корабль и вновь начинает подавать сигналы, но судно оказывается пиратским, а экипаж его составляют мышата (Серый — юнга, а Белый — капитан). Вопреки крылатой фразе кота, мыши атакуют его из пушки. Леопольд собирается отбить своей сковородкой первое пушечное ядро, но оно оказывается птицей, натянувшей галстук-бабочку коту на морду. Второе ядро кот отбивает, слегка зазевавшись, и то разносит штурвал, чуть не попав в мышей, успевших спрятаться в бочке с порохом. Третье ядро кот тоже отбивает, оно попадает в другое ядро, которое подавал серый, и оба ядра летят в разные стороны: одно из них сносит верх мачты с пиратским флагом, а второе попадает обратно в пушку, создавая взрыв, который полностью уничтожает корабль, оставив от него лишь голую палубу. Останки корабельных снастей идут на дно.
Мыши, стоявшие на уцелевшей части корабля, берутся за следующее — Белый заводит механический ключ, встроенный в палубу, и на борт выдвигается катапульта с большой консервной банкой и будильником на ней. Будильник отсчитывает последние секунды перед запуском катапульты, во время чего кот в страхе садится, прикрыв голову сковородой. Вскоре будильник подаёт сигнал, и орудие запускает банку в Леопольда, но тот успевает притормозить её сковородкой. Сковородка вылетает из лап кота, а из консервной банки, расконсервировавшись изнутри, выскакивают мышата и продолжают атаковать кота, но уже на суше. После недолгой погони Леопольд залезает на пальму. Сначала Белый пытается подстрелить Леопольда из пистолетов, но в итоге сбивает с пальмы почти все кокосы и роняет на голову Серому. Затем Серый рубит пальму саблей, и ствол вместе с котом падает в воду. Радуясь и дразня поверженного Леопольда, пираты не сразу понимают, что срубленная пальма повлекла за собой течь, которая затопила островок. Мышатам в последний момент удаётся спастись с острова в своей же консервной банке с надписью «Завтрак пирата».
Тем временем кот Леопольд лежит среди полностью затопленного острова на срубленной пальме и вновь видит акулу. Решив, что это очередная проделка мышат, он с усмешкой щёлкает высунувшуюся из воды рыбину по носу, но та, в отличие от предыстории, оказывается настоящей. Кот пугается и кидает в акулу кокос, но та съедает его и продолжает преследование. Кот плывёт изо всех сил, пока не достигает острова больших размеров, чем предыдущий, и с дикими джунглями на нём. Коту удаётся на время задержать акулу с помощью своего галстука-бабочки и выбраться на берег. Дразня акулу и зная, что она не сможет выбраться на сушу, Леопольд не замечает, как сзади из джунглей выходит носорог, разозлённый красным цветом шорт кота. Леопольд всё-таки замечает подошедшего хищника и собирается вновь направиться к воде, но там всё ещё плавает акула. Оказавшись зажатым между акулой и носорогом, кот неожиданно слышит грозное мычание и в испуге садится на землю, после чего просыпается...
Очнувшись, кот опознаёт, что всё ещё лежит на шезлонге с книжкой, однако рядом стоит большой разъярённый бык, из-за мычания которого кот и проснулся. Ещё не оправившись после сна, кот испуганно кричит и бежит прочь от быка, а тот скачет за ним. Кот прячется под маленьким деревянным мостиком, не зная, что преследующий его бык — не настоящее животное, а ростовая кукла, из которой расстегнув застёжку-молнию на морде, высовывается Белый и осматривается. Всё же бык обнаруживает кота под мостиком и продолжает погоню за ним. Вскоре коту удаётся оторваться от быка, снять свои красные шорты и подразнить его (как это делал тореадор с красной тряпкой в испанской корриде). Бык разгоняется и налетает на шорты, не зная, что за ними находится пень с кирпичом, а потом кот надевает свои шорты обратно, пропустив их необычным образом сквозь себя. Тем временем бык выдаёт своё «нутро» — из-под него выползают перебинтованные от ушибов мыши и просят у кота Леопольда прощения. Кот прощает их, произнося свою крылатую фразу: «Ребята, давайте жить дружно!».

## Съёмочная группа
- Автор сценария — Аркадий Хайт
- Режиссёр — Анатолий Резников
- Художник-постановщик — Вячеслав Назарук
- Оператор — Владимир Милованов
- Композитор — Борис Савельев
- Звукооператор — Нелли Кудрина
- Роли озвучивает — Александр Калягин
- Художники-мультипликаторы: Н. Базельцева, С. Петецкий, Валерий Токмаков, Владимир Спорыхин, Вадим Меджибовский
- Художники: Е. Строганова, Инна Карп, Л. Хорошкова, Т. Галкина, Александр Брежнев, Т. Великород, Е. Вевурко, Жанна Корякина, В. Самотейкин
- Монтажёр — Галина Дробинина
- Редактор — Валерия Медведовская
- Директор — Г. (в титрах — З.) Сараева

## Критика
По мнению А. Бараша, серия является уникальной в сериале тем, что формально соответствует заявленной теме приключений: герой попадает на необитаемый остров, в то время как в остальных сериях приключения вырождаются в бытовые злоключения. Вслед за подмеченными Барашом сквозными киноцитатами из советского кинематографа, пронизывающими сериал, вроде пародирования троицей Леопольд — мыши троицы Шурик, Бывалый и Трус из фильмов Гайдая, Сергей Сигерсон (Панин) в работе «Троица Георгия Вицина» указывает на две особенные киноцитаты в этой серии — отсылке к пиратам из «Острова сокровищ» и интеллигенту из «Полётов во сне и наяву».

## Награды
- Гранпри фестиваля Prix Danube'85 в Братиславе[5].
- После выхода серии в 1985 году авторская группа[6] получила Государственную премию СССР с формулировкой «за серию мультфильмов про кота Леопольда»[7].